# إيجين الأول

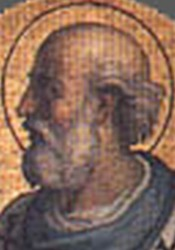
البابا إيجين الأول

البابا القديس إيجين الأول أو إيجينيوس الأول (باللاتينية: Eugenius I) هو بابا الكنيسة الكاثوليكية في الفترة من 10 أغسطس 654 إلى 1 يونيو 657.
كان إيجينيوس من أبناء روما، وكان أبوه يدعى روفينيانوس. انتخب للبابوية في 10 أغسطس 654 وارتقى الكرسي البابوي سنة 655، وتوفي وفاة طبيعية في 1 يونيو 657.